# Bíró Panna Dominika
Biró Panna Dominika (Beregszász, 1995. szeptember 20. –) magyar színésznő.

## Életpályája
A kárpátaljai Beregszászban született. A szentesi Horváth Mihály Gimnázium irodalmi-drámai tagozatán tanult, majd Beregszászon érettségizett. 2016-ban elvégezte a Nemes Nagy Ágnes Szakközépiskola képzését. 2017-2022 között a Színház- és Filmművészeti Egyetem színművész szakán tanult. A diplomját a salzburgi Mozarteumtól vette át. 2022-től a szolnoki Szigligeti Színház tagja.

## Színházi szerepeiből
- Heinrich von Kleist: Homburg herceg... Natalie hercegnő
- Kurt Weill – Bertolt Brecht: Koldusopera... Polly
- Németh Virág: Az utolsó velencei kalmár... szereplő
- MagyarIQm... szereplő
- Szép Ernő: Lila ákác

## Filmes és televíziós szerepei
- Bogaras szülők (2018) ...Jessica
- Alvilàg (2019) Juli
- A mi kis falunk (2020) ...Vizsgafilmes dramaturg
- Békeidő (2020)
- A tanár (2021) ...Dominika
- Az énekesnő (2022) ...Bogár Judit joghallgató
- A Király (2022–2023) ...Háfra Mari
- Mellékhatás (2023) ...Réka
- Mesterjátszma (2023) ...Vöröskeresztes ápoló